# Здание Императорского общества поощрения художеств
Здание Императорского общества поощрения художеств — здание в Петербурге, между Большой Морской улицей (дом 38) и набережной реки Мойки (дом 83), с 1870-х годов принадлежавшее Обществу поощрения художеств. Перестраивалось для нужд Общества на основе бывшего дома генерал-губернатора: в 1877—1878 годах — по проекту М. Е. Месмахера, в 1890—1893 годах — по проекту И. С. Китнера. В здании располагались, среди прочего, Рисовальная школа и Художественно-промышленный музей Общества, квартиры. В 1926 здание было национализировано. С 1932 года в здании находилась Ленинградская организация Союза художников РСФСР (ЛОСХ), а в дальнейшем — его правопреемник Санкт-Петербургское отделение Союза художников России. В 2001 году «Дом Общества поощрения художеств с дворовыми флигелями» признан памятником градостроительства и архитектуры федерального значения.

## История участка на Большой Морской улице

### XVIII век
История участка, на котором находится здание, прослеживается с 30-х годов XVIII века. В 1736 деревянная Морская слобода была уничтожена пожаром, после которого на её месте началась постройка каменных зданий. Участок между Мойкой и Большой Морской улицей, занятый впоследствии домами 38 и 40 по Большой Морской, был передан И. О. Брылкину, взамен его владения на Васильевском острове, с обязательством застроить участок в течение пяти лет. К 1741 году под наблюдением члена Комиссии о Санкт-Петербургском строении архитектора М. Г. Земцова здесь были возведены два стоявших вплотную двухэтажных (точнее, одноэтажных «на высоких подвалах») дома. В 1745 Брылкина назначили астраханским губернатором, и дома были проданы разным хозяевам. Участок будущего дома 38 в 1847 году купила жена придворного камердинера Анна Дмитриевна Воронова. Известно, что в 1751 в доме Воронова находилась винная лавка купца Осипа Ливена; в то же время перед отъездом в Италию в нём жил архитектор П. А. Трезини.
В 1754 участок был продан, затем сдавался внаём, а в 1757 был выкуплен камер-юнкером великой княгини Екатерины Алексеевны М. М. Измайловым. С приходом Екатерины к власти в 1762 году Измайлов был произведён в генерал-поручики, вскоре вышел в отставку и затем служил в Москве. В 1763 по указу Екатерины II дом на Большой Морской был выкуплен у Измайлова и перешёл в «вечное и потомственное владение» И. П. Елагина.
После смерти Елагина в 1794 участок и здания на нём перешли его воспитаннице (и, возможно, внебрачной дочери) Анне Ивановне Байковой. А. И. Байкова жила во флигеле, выходящем на Мойку, а дом на Морской улице сдавала — в частности, в нём была табачная лавка и «трактир» (гостиница) «Рим».

### Дом генерал-губернатора
В 1802 участок Байковой были выставлен на продажу (известно, что к этому моменту часть дома на Морской улице стала трёхэтажной) и дом на Морской улице был куплен в казну для канцелярии генерал-губернатора. В 1820-х в доме на Большой Морской находились канцелярия, приёмная и кабинет генерал-губернатора, а его квартира — во флигеле на Мойке. В 1824—1825 здесь жил М. А. Милорадович, затем — П. В. Голенищев-Кутузов, в 1830-х — П. К. Эссен.
В 1830-х—1840-х годах в доме был устроен оптический телеграф (каланча телеграфа была уничтожена в 1842 при постройке домовой церкви Николая Чудотворца).

## Здание Общества поощрения художников

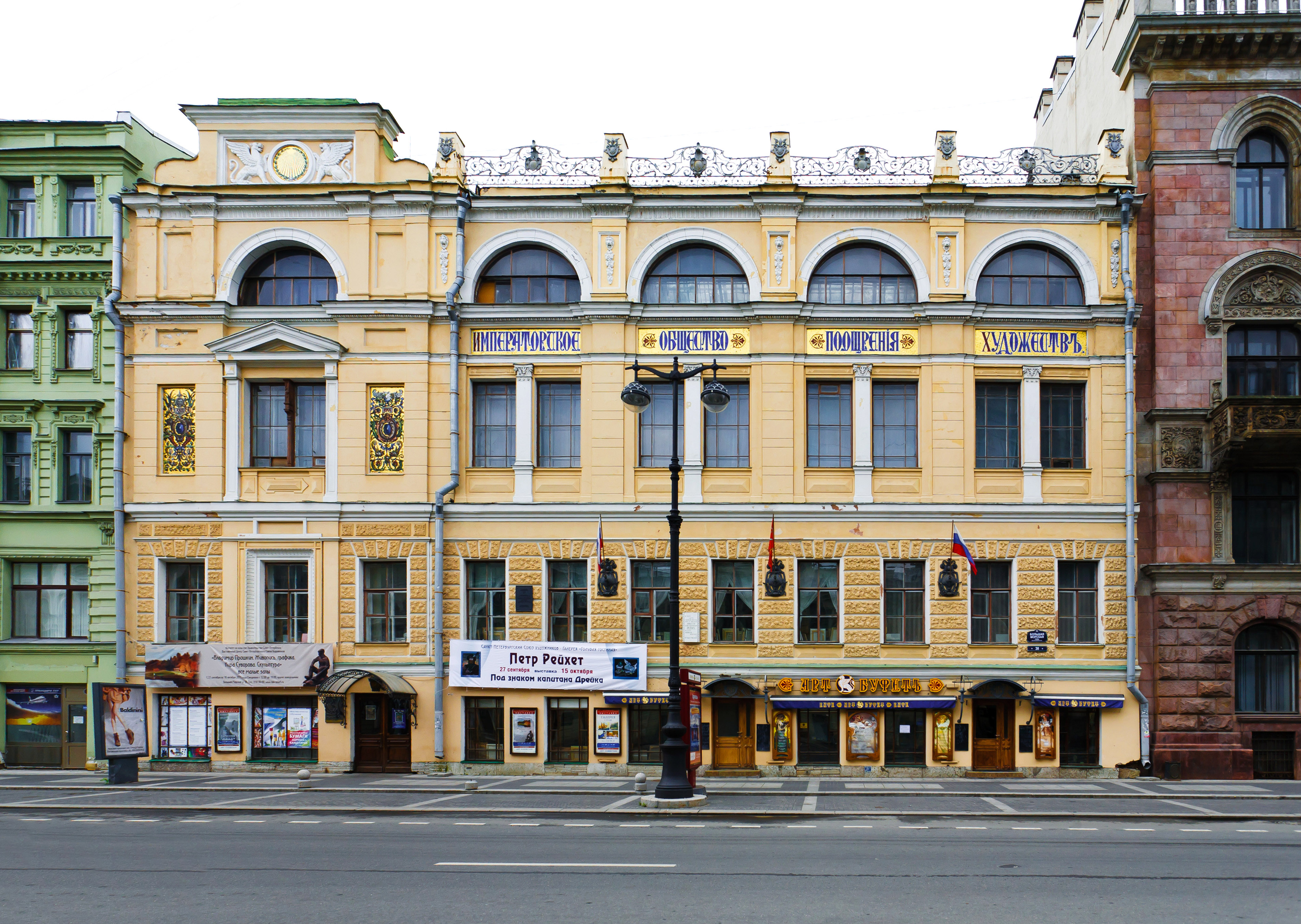
Фасад здания на Большой Морской улице, 2011 год

В 1860-х годах у Общества поощрения художников возникла необходимость в собственном помещении. В первые десятилетия своего существования Общество представляло собой скорее собрание меценатов, но с 1858 года в ведение Общества перешла Рисовальная школа на Бирже. Школа находилась в так называемом Доме таможенных чиновников близ Стрелки Васильевского острова, изначально предназначавшемся для аукционных торгов, а также иногда задействовала и Экспозиционную залу, предназначенную для Мануфактурных выставок. Эти помещения принадлежали Министерству финансов, к которому прежде относилась и школа, и требовались для его нужд, а с увеличением числа учащихся самой Школе стало тесно «на Бирже». Кроме того, в 1870 Обществу была пожертвована коллекция предметов искусства, которые вместе с разросшимся учебным фондом составили основанный в том же году Художественно-промышленный музей. 
В конце 1870 года Обществу по указу императора был передан дом Статс-секретариата по делам Царства Польского на Екатерингофском проспекте (пр. Римского-Корсакова, 35), в котором когда-то проходили собрания ОПХ, но к весне 1871 Общество получило разрешение обменять его на здание управления обер-полицмейстера на Большой Морской улице (в те годы имевшее адрес Большая Морская улица, 40). Переезд ОПХ на новое место затянулся до лета 1877 года, а школы — до осени 1878, что было связано с решением бюрократических вопросов и работами по перестройке здания. Торжественное открытие в новых помещениях Рисовальной школы и Художественно-промышленного музея состоялось 28 февраля 1879 в присутствии императора и наследника с супругой.
Выставочный зал в новом здании ОПХ стал «вторым по значимости после Академии художеств выставочным центром» Петербурга: здесь проводились выставки, аукционы, собрания как самого ОПХ, так и других обществ и организаций.
Кроме Общества поощрения художеств, в здании в разные годы собирались и другие общества, в основном, связанные с искусством (а также так или иначе связанные с самим ОПХ): Общество русских акварелистов, Общество имени А. И. Куинджи, Общество взаимного вспомоществования русских художников, Санкт-Петербургское общество архитекторов, Санкт-Петербургское общество художников, Первый дамский художественный кружок (с октября 1894), Скандинавское благотворительное общество (в 1910-х), Общество для содействия русской промышленности и торговле.
В здании находились редакции периодических изданий ОПХ — журнала «Искусство и художественная промышленность», сборника «Художественные сокровища России», а также редакция журнала «Зодчий», издававшегося Обществом архитекторов.
В мае 1904 в здании открылся магазин Общины святой Евгении, продававший продукцию издательства Общины: открытки, плакаты, путеводители и книги. Здесь же проходили выставки-продажи оригиналов художественных произведений, с которых печатались открытки, старинных гравюр, акварелей и рисунков, а во время Первой мировой войны проводились ежегодные благотворительные аукционы. Интерьер открывшегося в 1904 году магазина оформлял Н. К. Рерих (также входивший в Комиссию художественных изданий при Общине, составлявшую программу издательства). В 1914 новый интерьер магазина оформил Н. Е. Лансере.
В части здания, выходившей на Мойку, располагались квартиры — здесь жили секретарь ОПХ Д. В. Григорович, директор Рисовальной школы Е. А. Сабанеев. После назначения на должность директора Рисовальной школы сюда переехал Н. К. Рерих.

### Перестройка для ОПХ. Архитектурный облик здания
Дом обер-полицмейстера на Большой Морской для решения о предстоящей реконструкции под нужды ОПХ осматривали архитекторы И. И. Горностаев, Р. Б. Бернгардт и И. А. Монигетти. Работами по перестройке здания должен был руководить И. И. Горностаев — архитектор, знаток истории искусства и стилей, преподававший в Рисовальной школе ОПХ в 1870—1874 годах и входивший в Совет школы. Он успел составить «планы и разрезы всех этажей, … и более мелких частей дома, с указанием изменений и пристроек, вызываемых будущими условиями здания», но в начале 1874 года перенёс инсульт и осенью умер. Дальнейшие работы по перестройке вёл М. Е. Месмахер, бывший ученик Рисовальной школы Общества (в 1858—1860 годах), заменивший Горностаева также в качестве руководителя его классов. Месмахер занимался работами по перестройке здания бесплатно. В проектировании также участвовали Н. Л. Бенуа, Ц. А. Кавос, И. В. Штром. В ходе перестройки была убрана домовая церковь, построен небольшой выставочный зал и помещения для Рисовальной школы и музея. По мнению исследовательницы Т. Е. Тыжненко, некоторые детали интерьера здания напоминают о других работах Месмахера: главная лестница по рисунку и пропорциям напоминает Парадную лестницу Владимирского дворца, реконструкцию которой Месмахер выполнил в 1880-х; резные вставки с гротесковым орнаментом в створках дверей третьего этажа похожи на филёнки скамьи Зала советов в Музее Штиглица; характерным для Месмахера приёмом является перекрытие потолка с выявленными балками.
Второй этап перестройки здания состоялся в 1890—1893 годах, под руководством И. С. Китнера. Китнер неоднократно выполнял для Общества на добровольных началах архитектурные работы, в частности, занимался перестройкой здания для практических мастерских в Демидовом переулке. Согласно проекту Китнера, парадный фасад, выходивший на Большую Морскую, стал асимметричным; левая часть фасада стала более высокой и приобрела завершение в виде бронзовой фигуры крылатого гения (статуя «Гений искусства», или «Торжествующий гений», была выполнена Р. Р. Бахом по эскизу Китнера и отлита на фабрике Штанге; впоследствии утрачена). Как указывает А. Л. Пунин, облик фасада необычен, а такие черты, как асимметрия и верхняя часть с широкими арочными окнами, освещающими выставочный зал, являются предвестниками стиля модерн.
Выставочный зал стал большим и двусветным — для его освещения служат полукруглые окна на четвёртом этаже здания, — с железными, заметными в интерьере арочными перекрытиями. По мнению Д. Я. Северюхина, перестроенный таким образом зал со световым фонарём можно считать единственным на тот момент в Петербурге специально оборудованным выставочным залом.[уточнить]
Парадный фасад украсили мозаичные орнаментальные вставки и надписи, выполненные в недавно открывшейся мозаичной мастерской Фроловых.